# Кенгуру жмутохвостий
Кенгуру жмутохвостий (Lagorchestes hirsutus) — вид родини Кенгурових. Етимологія: лат. hirsutus — «волохатий, кудлатий», вказуючи на кошлатий вигляд, у зв'язку з дещо довшим волоссям на нижній частині спини і основі хвоста.

## Середовище проживання
Раніше кенгуру жмутохвостий жив по всіх спініфексових пустелях центру Північної території і Західної Австралії та в північно-західній частині штату Південна Австралія, утворюючи чотири визнані підвиди. Чисельність виду знизилася на материку через зміну середовища проживання у зв'язку з кролями, випасанням худоби і частими і великими пожежами. Хижацтво кішок і лисиць спричинило вимирання залишків населення. Острівні популяції мають обмежене поширення і знаходяться під загрозою потенційного введення хижаків.